# Semirhytus caudatus
Semirhytus caudatus är en stekelart som beskrevs av Charles Thomas Brues 1933. Semirhytus caudatus ingår i släktet Semirhytus och familjen bracksteklar. Inga underarter finns listade i Catalogue of Life.